# Landesgymnasium für Musik Wernigerode
Das Landesgymnasium für Musik Wernigerode ist ein staatliches Musikgymnasium in Wernigerode in Sachsen-Anhalt.

## Geschichte
Das Landesgymnasium für Musik Wernigerode ging als Neugründung 1991 aus den ausgegliederten Spezialklassen des Musikzweigs der EOS „Gerhart Hauptmann“ hervor. Bereits 1951 gründete Friedrich Krell an der Gerhart-Hauptmann-Oberschule Wernigerode einen gemischten Chor, der bald national und international bekannt wurde. 1964 wurden die ersten Spezialklassen für Musik eingerichtet. 1971 erhielt das Ensemble vom Rundfunk der DDR aufgrund regelmäßiger hochwertiger Tonaufnahmen den Titel Rundfunk-Jugendchor Wernigerode, den es bis heute trägt. Der Rundfunk-Jugendchor gilt als Gradmesser der künstlerischen Qualität der gesamten Einrichtung. 1977 wurde der Mädchenchor Wernigerode als gleichstimmiger Jugendchor gegründet. 1991 wurde das Landesgymnasium für Musik Sachsen-Anhalt gegründet, das seinen Sitz bis heute in dem seit 1895 bestehenden Fürstin-Anna-Lyzeum in der Kanzleistraße hat. Inzwischen wurden auch zwei Kinderchöre gegründet, für die Klassenstufen 5 und 6, sowie für die Klassenstufen 7 bis 8. Seit 1999 gehört außerdem das „Alte Lyceum“ am Oberpfarrkirchhof zur Schule und dient als zweites Schulgebäude. 2004 und 2005 erfolgte eine umfangreiche Renovierung des ehemaligen Fürstin-Anna-Lyzeums durch das Land Sachsen-Anhalt. 2011/2012 wurde der Schulhof des Gebäudes in der Kanzleistraße neu gestaltet und umgebaut. Ein Jahr später wurde auch auf dem Grundstück des Internats in der Salzbergstraße eine schuleigene Turnhalle fertiggestellt.

## Schulprofil
Ziel des Gymnasiums ist das Ablegen der allgemeinen Hochschulreife (Abitur). Die musikalische Ausbildung ist inhaltlicher Schwerpunkt, insbesondere Singen und Chorarbeit stehen im Mittelpunkt.
Der Musikunterricht unterteilt sich in die obligatorischen Fächer Musikgeschichte, Musiktheorie und Gehörbildung, Stimmbildung und Klavier (oder ab der Kursstufe Orgel) sowie in die Wahlfächer Partiturspiel und Chorleitung. Für die Aufnahme ist eine musikalische Eignungsprüfung und ein phoniatrisches Gutachten erforderlich.
Der Schule ist ein Internat angegliedert.

## Sonstiges
2006 entstand die fünfteilige Dokumentation „Das Singende Klassenzimmer“ durch den Mitteldeutschen Rundfunk (MDR), welche sich mit dem Leben am Landesgymnasium auseinandersetzt.

## Bekannte Absolventen
- Jörg Sobiella (1954), Journalist, Publizist und Autor
- Werner Henning (* 1956), Landrat des Landkreises Eichsfeld
- Rainer Ehrt (* 1960), Maler, Grafiker, Illustrator und Cartoonist
- Claudia Look-Hirnschal (1962–2018), Moderatorin und Redakteurin
- Wiebke Wiedeck (* 1965), Sängerin und Schauspielerin
- Bastienne Voss (* 1968), Schauspielerin und Schriftstellerin
- Theodor Striese (* 1999), Musikproduzent, Komponist, Dirigent